# Kommensurabilität (Mathematik)
In der Mathematik wird der Begriff Kommensurabilität in verschiedenen Zusammenhängen verwendet, neben der klassischen Verwendung (siehe Inkommensurabilität (Mathematik)) zum Beispiel auch in Gruppentheorie und Topologie.

## Klassische Verwendung des Begriffs Kommensurabilität
Zwei reelle Zahlen a und b heißen kommensurabel (lat. zusammen messbar), wenn sie ganzzahlige Vielfache einer geeigneten dritten reellen Zahl c sind.
Diese Bedingung ist (für {\displaystyle b\not =0}) äquivalent dazu, dass das Verhältnis {\displaystyle x} von {\displaystyle a} und {\displaystyle b} eine rationale Zahl ist:
{\displaystyle {\frac {a}{b}}=x\in \mathbb {Q} }.
(Außerdem ist {\displaystyle b=0} zu jeder reellen Zahl kommensurabel.)
Zum Beispiel sind alle rationalen Zahlen zueinander kommensurabel. Die Seite {\displaystyle a} eines Quadrats und die Länge {\displaystyle d} seiner Diagonalen sind inkommensurabel, denn nach dem Satz des Pythagoras ist {\displaystyle {\tfrac {d}{a}}={\sqrt {2}}}, und die Annahme, dass dies eine Bruchzahl ist, lässt sich widerlegen. Hingegen sind {\displaystyle {\sqrt {2}}} und {\displaystyle 2{\sqrt {2}}} zueinander kommensurabel.

## Gruppentheorie

### Untergruppen einer gegebenen Gruppe
Sei {\displaystyle G} eine gegebene Gruppe, dann heißen zwei Untergruppen {\displaystyle H_{1},H_{2}\subset G} zueinander kommensurabel, wenn der Durchschnitt {\displaystyle H_{1}\cap H_{2}} endlichen Index sowohl in {\displaystyle H_{1}} als in {\displaystyle H_{2}} hat.
Zum Beispiel sind aller Untergruppen der Gruppe der ganzen Zahlen zueinander kommensurabel: alle Untergruppen von {\displaystyle G=\mathbb {Z} } sind von der Form {\displaystyle H_{1}=m\mathbb {Z} ,H_{2}=n\mathbb {Z} } für geeignete {\displaystyle m,n\in \mathbb {N} }, der Durchschnitt {\displaystyle H_{1}\cap H_{2}=\operatorname {kgV} (m,n)\mathbb {Z} } hat endlichen Index {\displaystyle {\frac {\operatorname {kgV} (m,n)}{n}}} bzw. {\displaystyle {\frac {\operatorname {kgV} (m,n)}{m}}} in {\displaystyle H_{1}} bzw. {\displaystyle H_{2}}.

### Abstrakte Gruppen
Zwei Gruppen {\displaystyle H_{1},H_{2}} heißen zueinander kommensurabel, wenn es einen Isomorphismus {\displaystyle \phi \colon K_{1}\rightarrow K_{2}} zweier Untergruppen {\displaystyle K_{1}\subset H_{1},K_{2}\subset H_{2}} endlichen Indexes gibt.
Dies ist insbesondere der Fall für kommensurable Untergruppen einer gegebenen Gruppe, hier kann man {\displaystyle K_{1}=K_{2}=H_{1}\cap H_{2}} und {\displaystyle \phi =id} setzen.
Zwei Untergruppen einer gegebenen Gruppe, die als abstrakte Gruppen kommensurabel sind, müssen nicht unbedingt im Sinne des vorherigen Abschnitts kommensurable Untergruppen sein.

### Geometrische Gruppentheorie
Auf endlich erzeugten Gruppen kann man mit der Wort-Metrik eine Struktur eines metrischen Raumes auf dem Cayley-Graphen definieren. Kommensurable Gruppen haben quasi-isometrische Cayley-Graphen, die Umkehrung gilt im Allgemeinen nicht. Es gibt aber eine Reihe von Spezialfällen, in denen auch die Umkehrung gilt. Zum Beispiel ist eine Gruppe genau dann quasi-isometrisch zu {\displaystyle \mathbb {Z} ^{n}}, wenn sie (abstrakt) kommensurabel zu {\displaystyle \mathbb {Z} ^{n}} ist; oder sie ist quasi-isometrisch zu einer freien Gruppe genau dann, wenn sie zur freien Gruppe (abstrakt) kommensurabel ist. Wenn {\displaystyle \Gamma _{1},\Gamma _{2}} Fundamentalgruppen zweier nicht-kompakter hyperbolischer Mannigfaltigkeiten endlichen Volumens und gleicher Dimension {\displaystyle n\geq 3} sind, dann sind sie quasi-isometrisch genau dann, wenn sie (als Untergruppen der Isometriegruppe des hyperbolischen Raumes) zueinander kommensurabel sind. Hingegen sind alle Fundamentalgruppen kompakter hyperbolischer Mannigfaltigkeiten einer gegebenen Dimension zueinander quasi-isometrisch, sie sind aber nicht immer zueinander kommensurabel.

## Topologie
Zwei topologische Räume {\displaystyle X_{1},X_{2}} heißen kommensurabel, wenn es einen topologischen Raum {\displaystyle X} mit endlichen Überlagerungen {\displaystyle p_{1}\colon X\rightarrow X_{1},p_{2}\colon X\rightarrow X_{2}} gibt. 
Zum Beispiel sind verschiedene Linsenräume zueinander kommensurabel, weil sie alle von der Sphäre endlich überlagert werden.
Der topologische und der gruppentheoretische Kommensurabilitätsbegriff hängen wie folgt zusammen. Wenn zwei topologische Räume kommensurabel zueinander sind, dann sind ihre Fundamentalgruppen kommensurabel, denn {\displaystyle \pi _{1}X_{1}} und {\displaystyle \pi _{1}X_{2}} enthalten jeweils eine Untergruppe von endlichem Index, die zu {\displaystyle \pi _{1}X} isomorph ist.
Für Räume, die eine gemeinsame universelle Überlagerung {\displaystyle {\widetilde {X}}} besitzen, zum Beispiel hyperbolische Mannigfaltigkeiten einer gegebenen Dimension, gilt auch die
Umkehrung: zwei solche Räume sind kommensurabel genau dann, wenn ihre Fundamentalgruppen als Untergruppen der Gruppe der Homöomorphismen von {\displaystyle {\widetilde {X}}} kommensurabel sind.